# Matjaž Tovornik
Matjaž Tovornik (Celje, 3 gennaio 1960) è un ex cestista e allenatore di pallacanestro sloveno, fino al 1992 jugoslavo.